# Pic de Noufonts
Der Pic de Noufonts ist ein 2861 msnm hoher Berg in den nordkatalanischen Ostpyrenäen an der Grenze zwischen Spanien und Frankreich.

## Routen
Von französischer Seite sowie von spanischer Seite (aus dem Vall de Núria) führen mehrere mittelschwere Wanderwege auf den Gipfel, welcher eine schöne Aussicht in alle Richtungen bietet:
- Sanktuarium im Vall de Núria (1967 m) – Coma d’Eina – Pic d’Eina (2789 m) – Pic de Noufonts (2861 m) – Coll de Noufonts – Sanktuarium: 5 Gehstunden

Im Winter kann der Gipfel mit Tourenskiern und Schneeschuhen bestiegen werden.